# Boris Benčič
Boris Benčič, slovenski slikar, fotograf, scenograf, režiser, risar animiranih filmov * 13. marec 1957, Koper, Slovenija, † 10. maj 2002, Izola, Slovenija.

## Življenjepis
Rodil se je v Kopru, osnovno šolo je obiskoval v Izoli, kjer je bil aktiven v filmskem krožku Zarja, ki ga je vodil likovni pedagog in mentor Koni Steinbacher. Že takrat je kazal svoj izjemni risarski talent. V filmskem krožku je soustvarjal kratke animirane filme, ki so na filmskih festivalih v nekdanji Jugoslaviji prejemali veliko nagrad, med njimi tudi njegove avtorske izvedbe. Kasneje se je pridružil koprskemu ateljeju animiranega filma AAF, ki so ga ustanovili Koni Steinbacher, Janez Marinšek in Emil Zonta. Po končani Srednji oblikovalski šoli v Ljubljani se je leta 1974 vpisal na Akademijo lepih umetnosti v Benetkah. Študij je zaključil leta 1979. Njegov profesor je bil Emilio Vedova. V sklopu študijskega programa se je, poleg slikarskih tehnik seznanjal tudi z osnovami fotografije in filma. Kot mladi ustvarjalec se je v Benetkah srečal z bogato kulturno tradicijo kraja, spoznaval svetovne umetnike in dogajanja na področju sodobne umetnosti na tamkajšnjih bienalih.
Za sedemdeseta leta dvajsetega stoletja velja prehodno obdobje in zadnja faza modernizma (land art, body art, konceptualna umetnosti ali arte povera),  se na začetku osemdesetih razcepi v različne tokove "postmoderne umetniške situacije". Boris Benčič se umešča med predstavnike generacije slovenskih slikarjev, ki so zaznamovali obdobje osemdesetih let. Ustvarjal je v ateljeju v Šaredu nad Izolo. Slikal je na platna velikega formata, osrednji prostor pa je zavzemala ženska figura. "Na slikah moram imeti vsak delček človeškega telesa, in če bi naslikal avto, bi gotovo štrlela iz njega kakšna ženska noga," je izjavil na eni od svojih zadnjih razstav.
V 25-letnem ustvarjalnem obdobju se je držal hiperrealističnih smernic in postal mojster figure in portreta. Svoje delo v ateljeju je pogosto zaključeval v galerijskem ali javnem prostoru v obliki hepeninga tako, da je uničeval svoja razstavljena dela, ki jih je zarezal in vstopil vanje - "vstopanje skozi sliko" in tako šokiral likovno občinstvo. Nekatera njegova dela so vsebovala drzno, erotično vsebino. Zlasti, zaradi fotorealistične tehnike, naslikani spolni akti, so vzbudili negodovanje javnosti, ki so izvajali pritisk na vodstvo, da se odstranijo.
Značilnost Borisa Benčiča je bila močna potreba po intenzivnem doživljanju sveta na različnih področjih umetnosti.  Toda - »B.B. Uklenjen genij,« je napisal Andrej Medved; Ne glede, da je bila njegova pot vezana na neodadaistične  ambientalne izdelke, na fotografijo, film in animirano risbo, na performanse ter happening, so njegova dela temeljila v slikarstvu, ki mu je bil avtor prvinsko zavezan.
Za svoja dela je prejemal številne nagrade.

## Nagrade in priznanja
- 1973 - Diploma za filme Blazna jabolka, Kot kriminalka, Beg, Brez veze, Nekoč bo bolje - na republiškem Srečanju najmlajših filmskih ustvarjalcev v Zagorju ob Savi
- 1974 -
  - Nagrada za animirano-eksperimentalni film Obisk v Piranu - na Zvezni reviji YU filma v Novem Sadu
  - 3. mesto za film Misterij žene in za film In memoriam - na 7. mednarodnem festivalu ljubiteljskega filma na Jesenicah
  - 3. nagrada za film Udobnost in za film Misterij žene - na 11. festivalu ljubiteljskega filma Slovenije v Mengšu
  - 2. nagrada za film Moja generacija - na 11. festivalu ljubiteljskega filma Slovenije v Mengšu
  - 1. nagrada za film In memoriam - na 1. srečanju mladih kinoamaterjev Slovenije
- 1975 -
  - Diploma za film Moja generacija - na 13. mednarodnem festivalu ljubiteljskega filma na Jesenicah
  - Priznanje za sodelovanje - na 8. mednarodnem festivalu ljubiteljskega filma na Jesenicah
- 1976 -
  - Diploma za animirani film Prisotnost - na Medklubskem festivalu ljubiteljskega filma v Pulju
  - 2. nagrada za animirani film prisotnost - na 4. OSFAF v Skopju
  - Diploma za film Streha, strehica, pikica in jaz - na 4. OSFAF v Skopju
  - Bronasta medalja za kolekcijo - na 4. mednarodni odprti razstavi fotografije Koštabona'76
- 1977 - 3. nagrada - na 12. mednarodnem slikarskem Ex temporu v Piranu
- 1978 - 
  - Zlata medalja za kolekcijo - na 2. mednarodnem bienalu kombinirane fotografije Koštabona'78
  - 1. nagrada za risbo - na razstavi Ars Histriae VI
- 1979 -
  - 3. nagrada - na Ex tempore dell'amicizia 79 v Rovinju
  - Odkupna nagrada Jugobanke - na likovni koloniji Grisia v Rovinju
- 1980 -
  - 1. nagrada za risbo - na razstavi (skupaj z Jasno Maretič) na razstavi Ars Histriae VII
  - 1.nagrada - na 15. mednarodnem slikarskem Ex temporu v Piranu
  - 2. nagrada slovenskega izbora - na razstavi Fotografija petih dežel
- 1985 - Zlata ptica za slikarstvo
- 1986 - 1. nagrada - na slikarskem Ex temporu v Rogaški Slatini
- 1987 - Priznanje Metoda Badjure z diplomo za režijo filma Copy - na Tednu domačega filma v Celju
- 1988 - Priznanje za scenarij in režijo filma Copy - na YU Festivalu animiranega filma v Titogradu (Podgorica)
- 1991 - Nagrada z diplomo za scenografijo v predstavi Pierre de Marivaux: Zmagoslavje ljubezni (PDG Nova Gorica), skupaj z Dušanom Milavcem - na Borštnikovem srečanju v Mariboru
- 1996 - Odkupna nagrada - na 31. mednarodnem slikarskem Ex temporu v Piranu
- 1998 - Odkupna nagrada - na 33. mednarodnem slikarskem Ex temporu v Piranu
- 1999 - Odkupna nagrada - na 34. mednarodnem slikarskem Ex temporu v Piranu
- 2003 - Prejme Posthumno priznanje Občine Izola za ustvarjalno delo na kulturnem in umetniškem področju